# Campionati europei di hockey su pista 2018
I campionati europei di hockey su pista 2018 sono la 53ª edizione del torneo di hockey su pista per squadre nazionali maschili organizzato dal CERH.
Il torneo si è svolto in Spagna a La Coruña dal 14 al 22 luglio 2018.

## Città ospitanti e impianti sportivi
| CITTÀ     | IMPIANTO                    | CAPIENZA |
| La Coruña | Pazo dos Deportes de Riazor | 4.425    |

## Prima fase

### Girone A

#### Risultati
| La Coruña 15 luglio 2018, ore 17:00 CEST Incontro 3 | Svizzera | 5 – 1 | Austria | Pazo dos Deportes de Riazor |

| La Coruña 15 luglio 2018, ore 22:00 CEST Incontro 5 | Andorra | 0 – 11 | Portogallo | Pazo dos Deportes de Riazor |

| La Coruña 16 luglio 2018, ore 14:30 CEST Incontro 7 | Francia | 6 – 0 | Andorra | Pazo dos Deportes de Riazor |

| La Coruña 16 luglio 2018, ore 22:00 CEST Incontro 10 | Portogallo | 7 – 1 | Svizzera | Pazo dos Deportes de Riazor |

| La Coruña 17 luglio 2018, ore 12:30 CEST Incontro 12 | Austria | 3 – 14 | Francia | Pazo dos Deportes de Riazor |

| La Coruña 17 luglio 2018, ore 17:30 CEST Incontro 13 | Svizzera | 2 – 3 | Andorra | Pazo dos Deportes de Riazor |

| La Coruña 18 luglio 2018, ore 10:00 CEST Incontro 16 | Francia | 5 – 2 | Svizzera | Pazo dos Deportes de Riazor |

| La Coruña 18 luglio 2018, ore 22:00 CEST Incontro 20 | Austria | 1 – 15 | Portogallo | Pazo dos Deportes de Riazor |

| La Coruña 19 luglio 2018, ore 12:30 CEST Incontro 22 | Andorra | 6 – 0 | Austria | Pazo dos Deportes de Riazor |

| La Coruña 19 luglio 2018, ore 22:00 CEST Incontro 25 | Portogallo | 5 – 4 | Francia | Pazo dos Deportes de Riazor |

#### Classifica
| Pos. | Squadra    | Pt | G | V | N | P | GF | GS | DR  |
| ---- | ---------- | -- | - | - | - | - | -- | -- | --- |
| 1.   | Portogallo | 12 | 4 | 4 | 0 | 0 | 38 | 6  | +32 |
| 2.   | Francia    | 9  | 4 | 3 | 0 | 1 | 29 | 10 | +19 |
| 3.   | Andorra    | 6  | 4 | 2 | 0 | 2 | 9  | 19 | -10 |
| 4.   | Svizzera   | 3  | 4 | 1 | 0 | 3 | 10 | 16 | -6  |
| 5.   | Austria    | 0  | 4 | 0 | 0 | 4 | 5  | 40 | -35 |

### Girone B

#### Risultati
| La Coruña 14 luglio 2018, ore 20:00 CEST Incontro 1 | Spagna | 10 – 1 | Inghilterra | Pazo dos Deportes de Riazor |

| La Coruña 15 luglio 2018, ore 14:30 CEST Incontro 2 | Germania | 5 – 1 | Paesi Bassi | Pazo dos Deportes de Riazor |

| La Coruña 15 luglio 2018, ore 19:30 CEST Incontro 4 | Belgio | 0 – 24 | Italia | Pazo dos Deportes de Riazor |

| La Coruña 16 luglio 2018, ore 12:00 CEST Incontro 6 | Belgio | 0 – 15 | Germania | Pazo dos Deportes de Riazor |

| La Coruña 16 luglio 2018, ore 17:00 CEST Incontro 8 | Italia | 9 – 4 | Inghilterra | Pazo dos Deportes de Riazor |

| La Coruña 16 luglio 2018, ore 19:00 CEST Incontro 9 | Paesi Bassi | 1 – 14 | Spagna | Pazo dos Deportes de Riazor |

| La Coruña 17 luglio 2018, ore 10:00 CEST Incontro 11 | Inghilterra | 14 – 2 | Belgio | Pazo dos Deportes de Riazor |

| La Coruña 17 luglio 2018, ore 20:00 CEST Incontro 14 | Spagna | 7 – 1 | Germania | Pazo dos Deportes de Riazor |

| La Coruña 17 luglio 2018, ore 22:00 CEST Incontro 15 | Paesi Bassi | 4 – 15 | Italia | Pazo dos Deportes de Riazor |

| La Coruña 18 luglio 2018, ore 12:30 CEST Incontro 17 | Inghilterra | 6 – 4 | Paesi Bassi | Pazo dos Deportes de Riazor |

| La Coruña 18 luglio 2018, ore 17:30 CEST Incontro 18 | Italia | 11 – 5 | Germania | Pazo dos Deportes de Riazor |

| La Coruña 18 luglio 2018, ore 20:00 CEST Incontro 19 | Belgio | 0 – 22 | Spagna | Pazo dos Deportes de Riazor |

| La Coruña 19 luglio 2018, ore 10:00 CEST Incontro 21 | Paesi Bassi | 10 – 5 | Belgio | Pazo dos Deportes de Riazor |

| La Coruña 19 luglio 2018, ore 17:30 CEST Incontro 23 | Germania | 8 – 4 | Inghilterra | Pazo dos Deportes de Riazor |

| La Coruña 19 luglio 2018, ore 20:00 CEST Incontro 24 | Spagna | 2 – 0 | Italia | Pazo dos Deportes de Riazor |

#### Classifica
| Pos. | Squadra     | Pt | G | V | N | P | GF | GS | DR  |
| ---- | ----------- | -- | - | - | - | - | -- | -- | --- |
| 1.   | Spagna      | 15 | 5 | 5 | 0 | 0 | 55 | 4  | +51 |
| 2.   | Italia      | 12 | 5 | 4 | 0 | 1 | 59 | 15 | +44 |
| 3.   | Germania    | 9  | 5 | 3 | 0 | 2 | 34 | 23 | +11 |
| 4.   | Inghilterra | 6  | 5 | 2 | 0 | 3 | 29 | 33 | -4  |
| 5.   | Paesi Bassi | 3  | 5 | 1 | 0 | 4 | 21 | 45 | -24 |
| 6.   | Belgio      | 0  | 5 | 0 | 0 | 5 | 7  | 85 | -78 |

## Fase finale

### Tabellone principale
|  | Quarti di finale | Quarti di finale |            |         | Semifinali      | Semifinali      |  |  | Finale    | Finale |
|  |                  |                  |            |         |                 |                 |  |  |           |        |
|  | 20 luglio        |                  |            |         |                 |                 |  |  |           |        |
|  |                  |                  |            |         |                 |                 |  |  |           |        |
|  | Svizzera         | 2                |            |         |                 |                 |  |  |           |        |
|  | Svizzera         | 2                | 21 luglio  |         |                 |                 |  |  |           |        |
|  | Spagna           | 10               |            |         |                 |                 |  |  |           |        |
|  | Spagna           | 10               | Spagna     | 8       |                 |                 |  |  |           |        |
|  | 20 luglio        |                  | Spagna     | 8       |                 |                 |  |  |           |        |
|  |                  | Francia          | 2          |         |                 |                 |  |  |           |        |
|  | Germania         | Francia          | 2          | 2       |                 |                 |  |  |           |        |
|  | Germania         |                  | 22 luglio  | 2       |                 |                 |  |  |           |        |
|  | Francia          | 5                |            |         |                 |                 |  |  |           |        |
|  | Francia          | 5                | Spagna     | 6       |                 |                 |  |  |           |        |
|  | 20 luglio        |                  | Spagna     | 6       |                 |                 |  |  |           |        |
|  |                  | Portogallo       | 3          |         |                 |                 |  |  |           |        |
|  | Inghilterra      | Portogallo       | 3          | 2       |                 |                 |  |  |           |        |
|  | Inghilterra      | 21 luglio        |            | 2       |                 |                 |  |  |           |        |
|  | Portogallo       | 14               |            |         |                 |                 |  |  |           |        |
|  | Portogallo       | 14               | Portogallo | 4       | Finale 3º posto | Finale 3º posto |  |  |           |        |
|  | 20 luglio        |                  | Portogallo | 4       | Finale 3º posto | Finale 3º posto |  |  |           |        |
|  |                  | Italia           | 2          |         |                 |                 |  |  |           |        |
|  | Andorra          | Italia           | 2          | 2       | Italia          | 5               |  |  |           |        |
|  | Andorra          |                  |            | 2       | Italia          | 5               |  |  |           |        |
|  | Italia           | 6                |            | Francia | 2               |                 |  |  |           |        |
|  | Italia           | 6                |            |         | 2               |                 |  |  |           |        |
|  |                  |                  |            |         |                 |                 |  |  | 22 luglio |        |
|  |                  |                  |            |         |                 |                 |  |  |           |        |

## Campioni
| Campione d'Europa 2018 |
| ---------------------- |
| Spagna 17º titolo      |

## Classifica finale
| Pos | Squadra     | Qualificazione            |
| --- | ----------- | ------------------------- |
|     | Spagna      | World Championship 2019   |
|     | Portogallo  | World Championship 2019   |
|     | Italia      | World Championship 2019   |
| 4ª  | Francia     | World Championship 2019   |
| 5ª  | Svizzera    | Intercontinental Cup 2019 |
| 6ª  | Andorra     | Intercontinental Cup 2019 |
| 7ª  | Germania    | Intercontinental Cup 2019 |
| 8ª  | Inghilterra | Intercontinental Cup 2019 |
| 9ª  | Austria     | Challenger Cup 2019       |
| 10ª | Paesi Bassi | Challenger Cup 2019       |
| 11ª | Belgio      | Challenger Cup 2019       |